# Панайот Костов
 Тази статия е за българския лекар.  За революционера вижте Панайот Костов (революционер).  
Панайот Костов е български лекар и политик.

## Биография

### Ранни години
Роден е в 1874 година в костурското село Смърдеш. След Руско-турската война от 1877 – 1878 година семейството му се преселва в Пловдив, Източна Румелия. В 1900 година завършва медицина в Москва. След това практикува като лекар на свободна практика.
През 1903 година става член на Пловдивския комитет за настаняване на бежанците от Македония, а през 1905 година е става председател на Македоно-одринското братство в града. През 1906 година в Пловдив избухват антигръцки вълнения, при които той участва в завземането на гръцкото училище Маразлията, гръцката катедрална църква „Света Марина“ и Пловдивската митрополия.
Взема участие в Балканските и Първата световна войни като полеви лекар. След Първата световна война става председател на Дружеството на пловдивските лекари и на гражданския клуб. През 1924 година става общински съветник.

### Кмет на Пловдив
В началото на 1927 година разцепленията в управляващия Демократически сговор засягат и пловдивската управа. Срещу кмета Петър Дренски излиза с лява програма Александър Янулов, който се ползва с широка подкрепа в бежанските квартали на града. Недоволните, предимно бивши демократи, но и с други убеждения, се обособяват в отделна организация, която издава вестник „Сговор“ под редакцията на Илия Янулов. През март 1927 година кметът Дренски подава оставка, но тя първоначално не е приета. В Пловдив пристига и министър-председателят Андрей Ляпчев, който се опитва да помири местните политици, но неуспешно. На 17 юни по нареждане на окръжния управител се провежда заседание на общинския съвет, на което с 23 гласа от 28 присъствали общински съветници за нов кмет на града е избран доктор Панайот Костов. На 1 юли 1927 година излиза царски указ с утвърждаване избора.
Основният въпрос пред новата управа на Пловдив е с финансите на общината. Бюджетът за финансовата 1926/27 година е приет на 22 поредни заседания на общинския съвет. Следващият бюджет в 1927 година също е приет с шестмесечно закъснение, като проблем е нееднаквата относителна тежест на налозите и данъците. Този бюджет за пръв път от много години увеличава разходните пера за обществено здраве, включително за сметоизхвърляне, за благоустройство, включително подобрение водопровода, на улиците, осветление и построяване на кланица. Предвидени са и извънредни разходи за направа електрическа мрежа и за нов филтър на водопровода.
По време на управлението на Панайот Костов е проведен търг за електрификация на Пловдив - градът е един от малкото големи в страната без електрификация и обществен транспорт. Оферти след обявяване на търга в Община Пловдив представят немската фирма „Бергман” – Електрически заводи - Берлин, „Сименс – Шукерт” - Виена” и Датски консорциум с фирма „Елин” - Виена. Комисия в състав професор Кунцигер от Лиежкия университет и общинските инженери Толев и Павлов на 12 октомври 1927 година препоръчва на тръжната комисия да се възложи изпълнението на „Сименс - Шукерт” – Виена“, но се оказва се, че сред членовете на тръжната комисия има заинтересовани лица, има изтичане на информация и постъпва официално възражение от „Бергман”. Кунцигер си тръгва разочарован, Павлов е уволнен, а Общинският съвет решава предприятието да се възложи на
„Бергман – Електрически заводи” – Берлин и градът е електрифициран.
Втори проблем, с който се справя управлението на Панайот Костов е за усилване дебита на Пловдивския водопровод. От началото на 20-те години на XX век водата от водопровода от Родопите е недостатъчна, особено през лятото. Вариантите са за разширение на съществуващия водопровод и артезиански кладенци на територията на града. В 1927 година общинският инженер Вълчанов е уволнен, тъй е свързан със фирма „Давид Грозе”, чийто предмет на дейност е направа на артезиански кладенци и се опитва да убеди общинският съвет, че това е единственият вариант за града. На местото на Вълчанов е назначен инженер Индра Марек, който за една година с 1,5 милиона лева инвестиции от бюджета на общината изгражда трети филтър и разширение на водопровода.
През 1927 година големият тютюнотърговец Димитър Кудоглу започва да строи нова болница за лечението на 20-те хиляди бежанци в града. Плановете за болницата са подготвени с участието на кмета доктор Панайот Костов. Болницата е открита на 8 ноември 1927 година, Димитровден в присъствието на министър-председателя Андрей Ляпчев, кметът Панайот Костов, професорите Стефан Ватев, Богомил Берон и Владимир Руменов.
При управлението му са оземлени македонските бежанци в града с парцели в махалата Кючук Париж.
По време на мандата на Костов на 18 април 1928 година Пловдив е разлюлян от Чирпанското земетресение. В развалини са 3 600 сгради, 8 църкви, 23 училища. 3 100 сгради са полуразрушени. Щетите са за над 620 милиона лева. Партизанските страсти в общинския съвет отново избуяват и на 28 юни 1928 година четирима съветници от групата на Демократическия сговор подават оставка. Окръжният съд рзтуря общинския съвет понеже повече от половината от първоначално избрания състав съветници са излезли от неговия състав. Панайот Костов остава на кметския стол до 6 октомври 1928 година, когато е назначена нова седмочленна градска управа с председател Милош Данов по силата на забележка към член № 2 от Закона за допълнение на Закона за подпомагане пострадалите от обществени бедствия.